# 스트레스를 부르는 그 이름 직장상사 2
《스트레스를 부르는 그 이름 직장상사 2》(영어: Horrible Bosses 2)는 2014년 개봉한 미국의 범죄 코미디 영화이다. 2011년 영화 《스트레스를 부르는 그 이름 직장상사》의 속편이다.

## 출연진
- 제이슨 베이트먼
- 제이슨 수데이키스
- 찰리 데이
- 크리스 파인
- 제니퍼 애니스턴
- 제이미 폭스
- 케빈 스페이시
- 크리스토프 발츠
- 조너선 뱅크스
- 린지 슬론
- 키건마이클 키
- 켈리 스테이블스
- 브리앤 하우이
- 레넌 파럼
- 수지 나카무라
- 브랜던 리처드슨
- 킬리 헤이즐
- 샘 리처드슨
- 앤디 버클리
- 롭 휴블
- 브렌던 헌트
- 윌 포테이
- 로미나

## 기타 제작진
- 총괄 제작: 토비 에머릭
- 세트: 잰 패스칼
- 의상: 캐럴 램지